# M05 (камуфляж)
M05 (фін. M05-maastokuvio, дослівно — камуфляжний зразок 05) — піксельний військовий камуфляж, що використовується Силами оборони Фінляндії з 2007 року. Був прийнятий на заміну попередньої моделі M91, що перебувала у використанні з 90-х років минулого століття. При цьому ще більш стара модель M62 також продовжує використовуватись в деяких специфічних цілях, наприклад десантниками через те, що крій обладнання M62 краще підходить для стрибків з парашутом.
Камуфляж ліцензований Силами оборони Фінляндії та став загальнодоступним з 26 вересня 2016 р.

## Історія
Візерунок та колірна гама камуфляжу розроблялись на основі набору фотографій фінських лісів, зроблених Фінським науково-дослідним інститутом лісу. Фотографії були відредаговані у цифровому вигляді Центром технічних досліджень VTT Інституту інформаційних технологій Фінляндії та об'єднані у 3-х колірний малюнок, який відповідає кольорам фінських лісів. До отриманої колірної гами було додано четвертий темно-вугільно-сірий колір, який мав відповідати затіненим ділянки у лісі.
Візерунок кілька разів тестувався в польових умовах, що призвело до невеликих змін. Новий шаблон було визнано значно кращим за попередні фінські камуфляжі M62 і M91.
Перші зразки одностроїв з камуфляжем M05 були передані військам приблизно 2007 року і майже повністю замінили попередню модель M91, що перебувала у використанні з 90-х років минулого століття. Водночас навіть більш стара модель M62 все ще використовується в деяких специфічних цілях, наприклад, десантниками через те, що крій обладнання M62 краще підходить для стрибків з парашутом.

## Версії

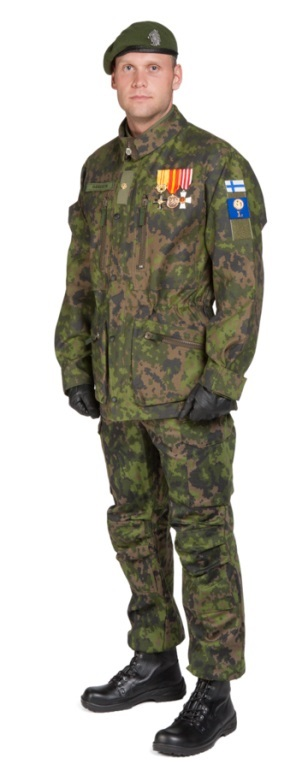
Фінський офіцер у лісовій версії камуфляжу М05

Базова «лісова» версія камуфляжу використовується як мінімум на наступному устаткуванні ЗС Фінляндії:
- Камуфляжна форма М05
- Форма M05 з тканини рипстоп для спекотної погоди[2] для міжнародних операцій
- Комбінезон військової поліції М05
- Польова кепка М05
- Панама M05
- Чохол для шолома (двосторонній — з лісовою та сніжною версією) М05
- Бронежилет M05
- Костюм M05 дощовий
- Костюм M05 Gore-Tex для спецназу
- Комбінезон M05 Patrol для спецпідрозділів
- Маскувальна сітка М05

### Пустельна версія
Почала використовуватись раніше за інші візерунки сімейства M05 і офіційно називається M04, хоча модель має ті ж основні характеристики й зовнішній вигляд, що й інші візерунки сімейства M05. Перші предмети M04 були використані приблизно у 2003 році фінським контингентом миротворчої місії ООН в Еритреї (МООНЕЕ) як експериментальний зразок під назвою K2004. Камуфляж K2004 був надрукований на щільнішій тканині, ніж поточна модель M04, надрукована на тканині Ripstop. Камуфляж використовувався підрозділами ЗСФ, розгорнутими в Афганістані в рамках ISAF. Він також використовувався фінськими військовими під час операцій ООН у Чаді та Центральноафриканській Республіці (MINURCAT) та Лівані (UNIFIL II). Також однострої з пустельним камуфляжем M04 використовують фінські офіцери, які служать у країнах з посушливим кліматом як військові спостерігачі ООН.
Зразок пустелі використовується щонайменше на наступному устаткуванні ЗСФ:
- Уніформа М05 для спекотної погоди у пустелі
- Шорти M04 Desert для спекотної погоди
- Кепка M04 «Пустельна»
- Фуражка M04 «Пустельна»
- Чохол для шолома M05 (двосторонній — має два варіанти Лісовий та Пустельний)

### Зимова версія камуфляжу

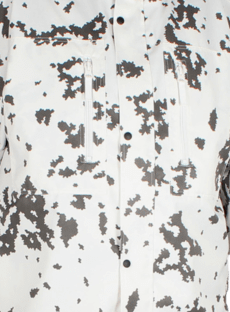
Снігова версія камуфляжу М05

Зимова версія камуфляжу (pakkaspuku — зимовий). В ній світло-зелений колір лісового візерунка був замінений на сірий, який більш поширений восени та взимку, а фоновий коричневий став значно темнішим. .
Зимовий візерунок використовується на наступному устаткуванні FDF:
- Зимовий костюм М05
- Хутряна шапка М05

### Снігова версія камуфляжу
Снігова версія є двоколірним варіантом лісової версії камуфляжу M05. Було відзначено, що камуфляж настільки ефективно порушує контури солдата, що за умов густого снігопаду його важко визначити вже на відстані кількох десятків метрів .
Сніговий малюнок використовується на наступному устаткуванні ЗС Фінляндії:
- :Сніговий комбінезон М05
- Сніговий комбінезон M05 (вдягається поверх бронежилета та/або штурмового жилета)
- Двосторонній чохол для шолома М05

### Урбаністична версія
Був також розроблений прототип для урбаністичної версії камуфляжу М05, але він не пішов у масове виробництво.

## Галерея
|  |  |  |  |

### Російська копія
Російський піксельний камуфляж «Ягель» вперше був помічений під час Російсько-грузинської війни 2008 року, де його використовували спецпідрозділи МВС Росії. «Ягель» є 4-колірним камуфляжем з чорних, темно-зелених і світло-зелених піксельних плям неправильної форми на коричневому тлі і є дуже схожим на лісову версію фінського камуфляжу М05.
Подібність між «Ягелем» та лісовим візерунком M05 призвела до численних заяв про те, що Росія незаконно скопіювала фінський камуфляж. Претензії були викладені Helsingin Sanomat у статті під назвою «Росіяни підозрюються у крадіжці камуфляжного дизайну фінських сил оборони» та у кількох статтях у Taloussanomat. The New York Times також висвітлювала цю новину 20 листопада 2008, повідомивши, що російський спецназ застосовував копію фінського камуфляжу в Грузії.